# Guaynabo (gemeente)
Guaynabo is een van de 78 gemeenten (municipio) in de vrijstaat Puerto Rico.
De gemeente heeft een landoppervlakte van 70 km² en telt 100.053 inwoners (volkstelling 2000).